# Псыш (гора)
Псыш — высочайшая вершина западной трети Главного Кавказского хребта.
Вершина Псыш покрыта вечными снегами, питающими несколько глетчеров. Из Псыш и его отрогов с северной стороны получает начало река Псыш — один из истоков Большого Зеленчука, впадающего в Кубань, а с южной — река Псыш, составляющая один из истоков реки Бзыбь.